# Brixia dundoensis
Brixia dundoensis är en insektsart som beskrevs av Synave 1961. Brixia dundoensis ingår i släktet Brixia och familjen kilstritar. Inga underarter finns listade i Catalogue of Life.